# フォースト・ヒルティ駅
フォースト・ヒルティ駅（Bahnhof Forst Hilti）はリヒテンシュタイン公国シャーンにある、オーストリア国鉄401号線の駅。

## 駅構造

### ホーム
ホーム1面1線の地平駅。
| 路線    | 方向   | 行先               | 備考       |
| ------- | ------ | ------------------ | ---------- |
| 401号線 | 西方向 | ブクス方面         | 快速、普通 |
| 401号線 | 東方向 | フェルトキルヒ方面 | 快速、普通 |

### ダイヤ
平日に限り、快速・普通合わせて、一日9往復が停車する。土曜日・休日は全列車が通過する。なお、停車する全列車が、スイス - リヒテンシュタイン - オーストリアの3ヶ国を結ぶ国際列車である。
西行は、快速・普通とも、全列車が各駅停車でブクス止まりである。東行は、快速1本と普通8本が停車し、全てフェルトキルヒ行である。快速は、ネンデルン - フェルトキルヒ間ノンストップで運行される。

## 駅周辺
建設用工具製造業、ヒルティ本社が位置している。

## 隣の駅
オーストリア国鉄
401号線
快速(REX)、普通(R)
シャーン・ファドゥーツ - フォースト・ヒルティ駅 - ネンデルン